# Hymn Mojżesza
Hymn Mojżesza, Pożegnalna pieśń Mojżesza (hebr. שירת האזינו) – pieśń biblijna, stanowiąca część Księgi Powtórzonego Prawa (rozdział 32). Wedle zapisu biblijnego była śpiewana przez Mojżesza przed jego śmiercią w czasie ich wędrówki do Ziemi Obiecanej.
Pieśń ułożona według schematu sądu Bożego nad narodem. Jest podstawą nauki proroków biblijnych. Składa się ze wstępu, omówienia opieki Jahwe nad Izraelitami, opisuje winy ludu, karę i ocalenie od Jahwe, zakończenie błogosławi Boga.

## Zobacz
Kantyk Mojżesza